# Nebulosa di McNeil
La Nebulosa (o Nube) di McNeil è una nebulosa a riflessione variabile visibile nella costellazione di Orione. È stata scoperta nel 2004 dall'astronomo amatoriale Jay McNeil.

## Scoperta
L'annuncio della scoperta della nebulosa è stato dato dall'astronomo amatoriale statunitense Julian W. (Jay) McNeil nel febbraio del 2004. La scoperta dell'oggetto è avvenuta il 23 gennaio dello stesso anno analizzando con una camera CCD delle immagini ottenute tramite un telescopio rifrattore da 7,6 cm; si trattava di un oggetto di recente comparsa, dato che non fu possibile riconoscerlo né in sette lastre fotografiche scattate tra il 1951 e il 1991 né nelle immagini riprese circa tre mesi prima.

## Caratteristiche
La Nebulosa di McNeil è una nebulosa a riflessione, vale a dire una nube che riflette la luce di una stella vicina; nel caso in oggetto, la sorgente luminosa sembra essere la protostella variabile V1647 Orionis. Lo spettro della nube è caratterizzato da intense linee di emissione del monossido di carbonio (CO) e dell'Hα, ma presenta anche una caratteristica detta P Cygni profile, che consiste nella presenza simultanea di linee di emissione e linee di assorbimento.

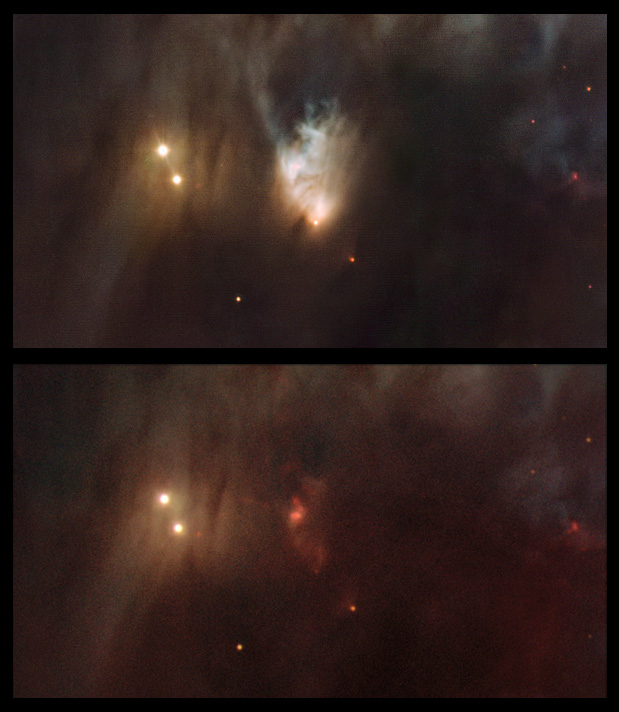
La nube di McNeil ripresa appena dopo la scoperta (2004, sotto) e nel 2006 (sopra).

### Relazioni con V1647 Orionis
La variabilità della nebulosa è un diretto riflesso della variabilità della stella che la alimenta, che si estrinseca sotto forma di imponenti eruzioni di materia.
La causa di tali fenomeni eruttivi va forse ricercata in un repentino scaricamento di massa verso la fotosfera del giovane astro da parte del caldo disco di accrescimento che la circonda. Gli improvvisi incrementi di luminosità registrati sarebbero dovuti a ripetuti e significativi aumenti del tasso di accrescimento, causati probabilmente da eventi di instabilità del disco; tali incrementi comportano l'emissione di un vento energetico che dirada le polveri circostanti rendendo visibile la protostella, normalmente occultata dalle polveri che ne alimentano la crescita. Si ritiene che queste eruzioni avvengano ad intervalli caratteristici, che intercorrono ogni qual volta sia stata accresciuta una significativa porzione di quella che sarà la massa finale della stella.
Queste dinamiche sono caratteristiche sia degli oggetti FU Orionis (FUor) sia delle stelle EX Lupi (EXor); per queste ragioni è oggetto di dibattito la classificazione di V1647 Ori nell'una o nell'altra classe, anche se gli astronomi propendono per ritenerla una via di mezzo tra queste due tipologie di stelle pre-sequenza principale.

## Nebulosità associate e ambiente galattico

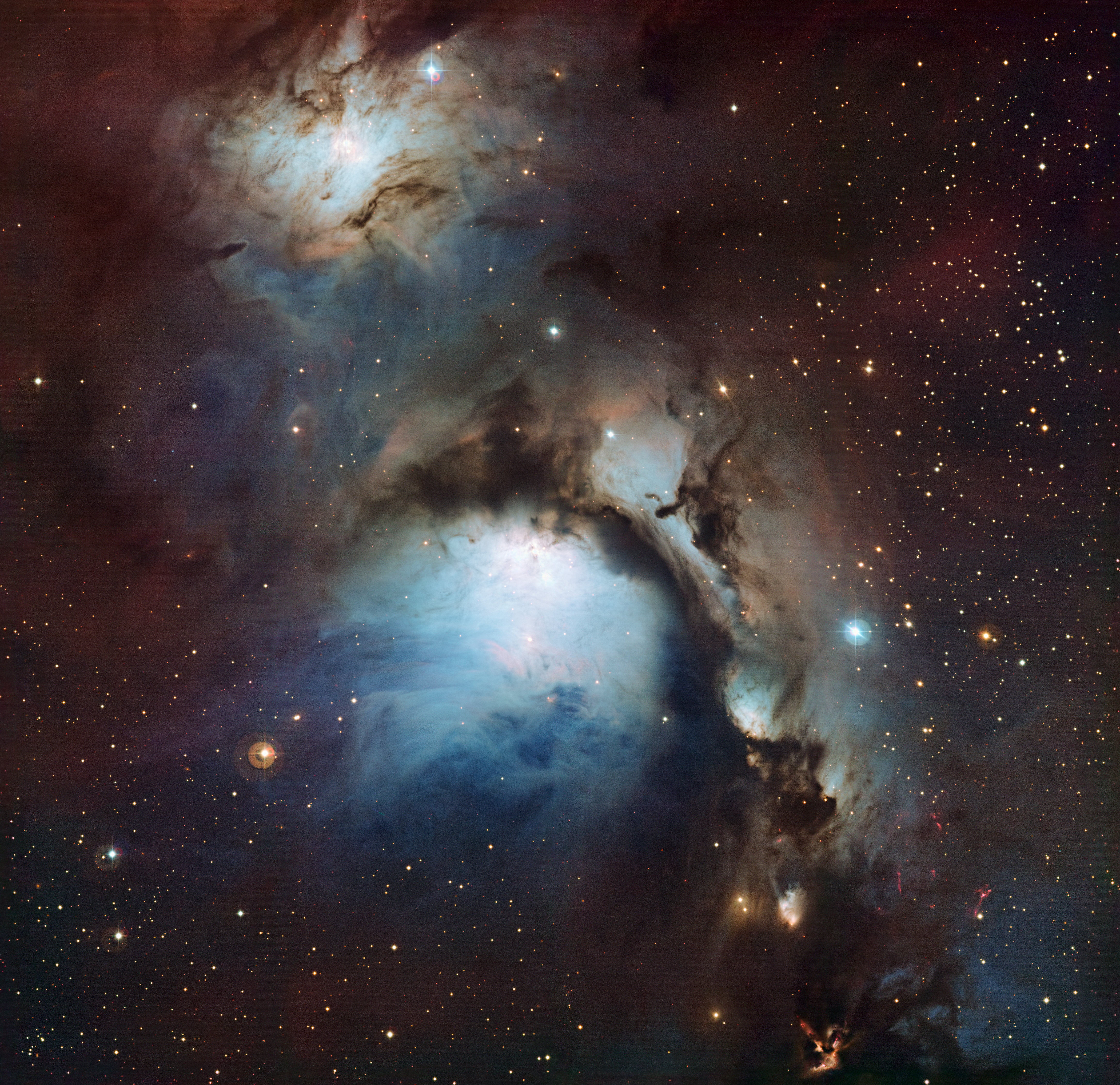
Immagine di M78; osservando attentamente in basso a destra, al termine del cordone di gas oscuro che divide la porzione brillante della nebulosa, è possibile scorgere la nebulosa di McNeil. ESO

La nebulosa si trova nel bordo nordoccidentale di M78 (nota anche come NGC 2068), una nebulosa a riflessione molto conosciuta a causa della sua brillantezza; emette un colore bluastro caratteristico per questo genere di oggetti, in quanto la fonte di luce è una stella di colore azzurro. Sembra inoltre associata all'oggetto di Herbig-Haro HH 23, con cui condividerebbe probabilmente la sorgente (ovvero V1647 Ori).
All'interno di M78 sono state individuate altre 44 stelle giovani con forti emissioni Hα, diverse protostelle più una candidata protostella di classe 0, catalogata come LBS 17-H.
Poco a sudovest di M78 si osservano altri tre oggetti di Herbig-Haro connessi fra loro, catalogati come HH 24, HH 25 e HH 26; questa sezione di nube presenta una complessa morfologia a causa degli intensi fenomeni di formazione stellare che qui hanno luogo. Come conseguenza di ciò, la regione è ricca di oggetti stellari giovani ed intense sorgenti di radiazione infrarossa.
La Nube si trova all'interno della regione Orion B (LDN 1630); con una distanza di circa 410 pc (1340 al), viene a trovarsi anche fisicamente molto vicina alla regione di formazione stellare Orion A, di cui fa parte anche la Nebulosa di Orione, e comprende le più tenui nebulose NGC 2024 (nota anche come Nebulosa Fiamma), NGC 2023, NGC 2071 e la già citata M78. Le prime due sono situate nel settore sudoccidentale della regione e presentano un'elevata attività dei fenomeni di formazione stellare.
Il tutto si trova all'interno del complesso nebuloso molecolare di Orione, un vasto complesso di nubi molecolari giganti che si trova tra i 1500 e i 1600 anni luce di distanza dalla Terra, largo centinaia di anni luce. È anche una delle regioni di formazione stellare più attive che possono essere osservate nel cielo notturno, nonché una delle più ricche di dischi protoplanetari e stelle giovanissime. Il complesso si rivela soprattutto nelle immagini prese alla lunghezza d'onda dell'infrarosso, dove si rivelano i processi di formazione stellare più nascosti. Il complesso annovera fra le sue componenti nebulose oscure, ad emissione e regioni H II.